# Euaspis abdominalis
Euaspis abdominalis är en biart som först beskrevs av Fabricius 1773.  Euaspis abdominalis ingår i släktet Euaspis och familjen buksamlarbin. Inga underarter finns listade i Catalogue of Life.